# 512 v.Chr.
Het jaar 512 v.Chr. is een jaartal volgens de christelijke jaartelling.

## Gebeurtenissen

### Perzië
- Koning Darius I verblijft in Sardis, de satraap Aryandes verovert Lybië.
- De Ionische stadstaten worden verplicht belastingheffing te betalen.
- In Persepolis verdeelt Darius I het Perzische Rijk in twintig satrapieën.